# Рута Мейлутіте
Рута Мейлутіте  (лит. Rūta Meilutytė, 19 березня 1997, Каунас) — литовська плавчиня, олімпійська чемпіонка.
Виступає за клуб «Plymouth Leander» з Плімута, Велика Британія.

## Державні нагороди
- Великий офіцерський хрест ордена «За заслуги перед Литвою» (2012).[1]

## Виступи на Олімпіадах
| Олімпіада           | Дисципліна                | Місце |
| ------------------- | ------------------------- | ----- |
| Лондон 2012         | 50 метрів вільним стилем  | 26    |
| Лондон 2012         | 100 метрів вільним стилем | 29    |
| Лондон 2012         | 100 метрів брасом         | 1     |
| Ріо-де-Жанейро 2016 | 100 метрів брасом         | 7     |

## Особисте життя
У червні 2025 року Рута Мейлутіте публічно заявила про свою бісексуальність у зверненні до ЛГБТ-спільноти. У дописі, поширеному в соціальних мережах під час ініціативи «Місяць гордості» в Литві, Мейлутіте заявила: «Я одна з них», висловлюючи особисту ідентифікацію зі спільнотою. Її повідомлення було широко сприйнято як особисте одкровення та сильний жест підтримки видимості ЛГБТ у спорті та литовському суспільстві загалом. Заява Мейлутіте отримала широку увагу, особливо враховуючи її статус однієї з найвидатніших спортсменок Литви.